# Systema Solar
Systema Solar es un colectivo de música colombiana formado en Santa Marta conocido por su sonido orientado a la fiesta, que está influenciado por el Sound System de la cultura DJ del Caribe. Conformado por los músicos y artistas Jhon «Jhon Pri» Primera, Walter «Índigo» Hernández, Juan Carlos Pellegrino, Daniel «Daniboom» Broderick, Vanessa «Pata De Perro» Gocksch, Arturo Corpas «DJ Corpas» y Andrés «Andrew» Gutiérrez. Su música combina los ritmos caribeños, la champeta, el bullerengue, la cumbia, el vallenato y la salsa en el género que llaman "berbeneutika". Se enmarca dentro de los grupos de rock colombianos que han fusionado música electrónica con los ritmos tradicionales colombianos.

## Historia
La banda fue creada en el 2006 cuando la DJ Vanessa Gocksch ofreció crear un grupo para tocar en el Festival Bienal de Arte de Medellín. Poco después, el septeto realizó su presentación debut frente a una audiencia de varios miles de personas.
Su primer álbum (Systema solar) fue lanzado en 2009 y reeditado en 2010 por Chusma Records. Éste fue votado como uno de los 10 mejores álbumes del país por la revista musical colombiana Shock. Una versión extendida fue lanzada en marzo de 2016 por Nacional Records. En 2013 editaron, con éxito crítico, La revancha del burro. En 2017, lanzaron el álbum Rumbo a Tierra.
Han realizado giras por diversos países de América del Norte, América Latina y Europa como banda principal y en festivales como Glastonbury (Reino Unido), Roskilde (Dinamarca), Vive Latino (México), Lollapalooza (Chile) y SXSW (Estados Unidos). La legendaria banda norteamericana Blondie los invitó a participar de su single de 2013 "Sugar on the Side" (incluida en Ghosts of Download, parte de Blondie 4(0)Ever), y Debbie Harry a su vez participó de la canción de Systema Solar "Artificial" de La revancha del burro.  
Sus discos han ido incluyendo mensajes políticos y de crítica social, lo que les ha valido la calificación a algunos de sus álbumes como «de fiesta con mensaje». Luego de la grabación del videoclip de "Yo voy ganao" realizaron un documental titulado Tagangueros donde evidencian la situación de los pescadores de Taganga y el encarecimiento de sus condiciones laborales. El sencillo "La Rana" de su segundo álbum fue lanzado para prestar atención al reciclaje de desechos al público en general.

## Recepción de la crítica

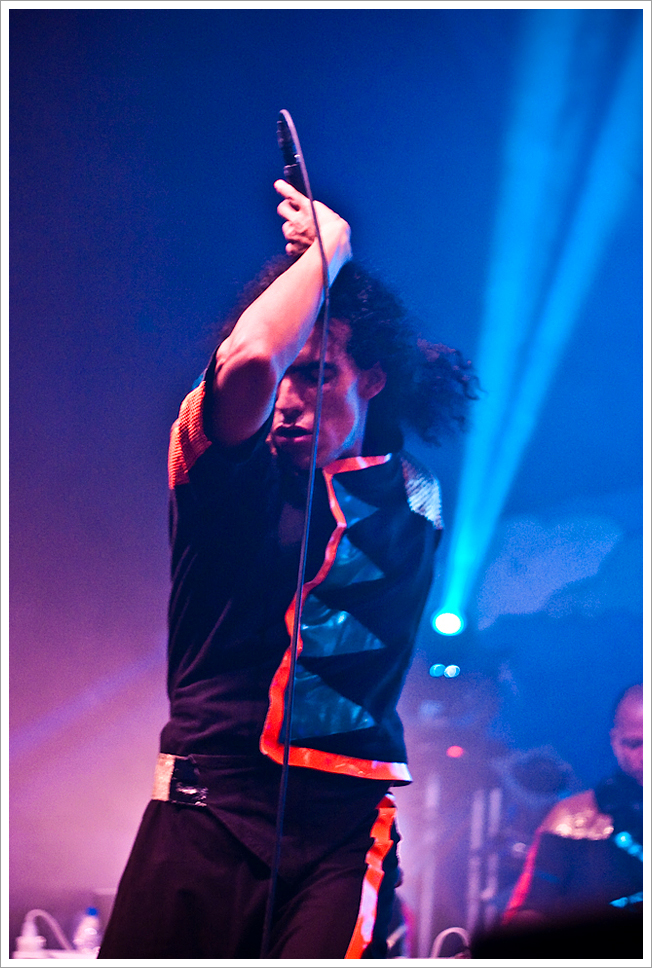
Walter «Índigo» Hernández durante el Fusion Festival 2010 en Alemania.

La revista Rolling Stone seleccionó al primer álbum de la banda como uno de los tres mejores discos latinos del 2016, escribiendo: "vibrante y exigente, el soundsystem psicodélico colombiano defiende las causas de inmigrantes y POC a la vez que mandan a los espectadores a ponerse ruidosos en la pista de baile". Jessica Díaz-Hurtado, de NPR, escribió que Rumbo a Tierra "lleva a los oyentes a un viaje colorido y políticamente urgente", describiéndolo como "un álbum de protesta que nunca deja que su innovación se interponga a su vigorosa energía". Ryan Patrick le dio al álbum una calificación de 8 sobre 10 en Exclaim!, escribiendo que Systema Solar "trae una mentalidad «de fiesta con un mensaje» que fusiona el futuro y los sonidos populares con un estilo innovador".
Este tipo de reconocimientos han hecho que la banda haya sido telonera en el último concierto de Shakira de su gira El Dorado Tour en el parque Simón Bolívar en 2018.

## Discografía
- Systema Solar (2009)
- La revancha del burro (2013)[22]
- Rumbo a tierra (2016)[11][23][7]
- Futurx Primitivx 20|25 (2025)[24][25][26]

## Videografía
- Yo voy ganao[27]
- Rumbera[28]
- Mi Caribe[29]
- Pa'sembrar[30]
- El botón del pantalón
- La rana[31]